# Liste des dirigeants actuels des régions finlandaises
 (novembre 2018).
Si vous disposez d'ouvrages ou d'articles de référence ou si vous connaissez des sites web de qualité traitant du thème abordé ici, merci de compléter l'article en donnant les références utiles à sa vérifiabilité et en les liant à la section « Notes et références ».
 (août 2023).
Cette page dresse la liste des dirigeants des 19 régions finlandaises. 
Les régions sont devenues les divisions administratives de premier niveau de la Finlande le 1er janvier 2010 à la suite de l’abolition des provinces. Mis à part les îles Åland (qui bénéficient d’un statut spécial), elles sont dirigés par un maakuntajohtaja (en suédois, « landskapsförbund »), terme traduit par « maire régional » ou par « directeur exécutif ».

## Dirigeants des régions
| Région                | Statut             | Nom              | Depuis (le)      |
| --------------------- | ------------------ | ---------------- | ---------------- |
| Åland                 | Gouverneur         | Peter Lindbäck   | 1er avril 1999   |
| Åland                 | Premier ministre   | Katrin Sjögren   | 25 novembre 2015 |
| Carélie-du-Nord       | Directeur exécutif | Pentti Hyttinen  | Avril 2001       |
| Carélie-du-Sud        | Directeur exécutif | Matti Viialainen | Décembre 2013    |
| Finlande-Centrale     | Directeur exécutif | Anita Mikkonen   | 2002             |
| Finlande-du-Sud-Ouest | Directeur exécutif | Kari Häkämies    | Février 2015     |
| Häme                  | Directeur exécutif | Timo Reina       | 1er février 2013 |
| Kainuu                | Directeur exécutif | Pentti Malinen   | 25 mars 2013     |
| Laponie               | Directeur exécutif | Mika Riipi       | 26 novembre 2012 |
| Ostrobotnie           | Directeur exécutif | Olav Jern        | Août 1994        |
| Ostrobotnie-Centrale  | Directeur exécutif | Jukka Ylikarjula | 26 octobre 2011  |
| Ostrobotnie-du-Nord   | Directeur exécutif | Jussi Rämet      | Août 2016        |
| Ostrobotnie-du-Sud    | Directeur exécutif | Asko Peltola     | 2006             |
| Päijät-Häme           | Directeur exécutif | Jari Parkkonen   | Septembre 2010   |
| Pirkanmaa             | Directeur exécutif | Esa Halme        | 5 août 2010      |
| Satakunta             | Directeur exécutif | Pertti Rajala    | 1er avril 2007   |
| Savonie-du-Nord       | Directeur exécutif | Jussi Huttunen   | 2007             |
| Savonie-du-Sud        | Directeur exécutif | Pentti Mäkinen   | Mars 2014        |
| Uusimaa               | Directeur exécutif | Ossi Savolainen  | 2008             |
| Vallée-de-la-Kymi     | Directeur exécutif | Juha Haapaniemi  | 1er février 2012 |

## Note(s)
1. ↑  Par intérim jusqu’au 30 septembre 2010.

## Lien(s) externe(s)
- Directeurs en février 2009
- Directeurs en août 2010
- Worldstatesmen.org